# Переяславська чоловіча гімназія
Переяславська чоловіча гімназія (рос. Переяславская мужская гимназия) — середній загальноосвітній чоловічий навчальний заклад, який діяв в 1906—1919 рр. в м. Переяславі. Після встановлення радянської влади гімназію була реорганізована в районну трудову школу, а згодом — в середню загальноосвітню.

## Історія
Заснування школи почалось зі спільного засідання Земства та міської Думи у січні 1906 року, коли а поважних зборах ініційоних першими гласні визначили за необхідне відкрити в місті чоловічу гімназію. Обидві управи направили свої звернення з проханням про відкриття чоловічої гімназії до Міністерства Народної Освіти. Прохання було задоволене і 17 червня 1906 року гімназії були надані права Урядових гімназій згідно статтею №1472 Статуту наукових та навчальних закладів Російської імперії від 1893 року.

## Випускники
- Сухенко, Василь Іванович (?)[2]
- Сухенко, Євген Олександрович (1909-13, перевівся до Третьої київської гімназії)[3]
- Заболотний, Володимир Гнатович (1919)